# Charmes-la-Côte
Charmes-la-Côte és un municipi francès situat al departament de Meurthe i Mosel·la i a la regió del Gran Est. L'any 2007 tenia 309 habitants.

## Demografia

### Població
El 2007 la població de fet de Charmes-la-Côte era de 309 persones. Hi havia 128 famílies, de les quals 32 eren unipersonals (20 homes vivint sols i 12 dones vivint soles), 40 parelles sense fills, 48 parelles amb fills i 8 famílies monoparentals amb fills.
La població ha evolucionat segons el següent gràfic:
Habitants censats

### Habitatges
El 2007 hi havia 150 habitatges, 125 eren l'habitatge principal de la família, 16 eren segones residències i 8 estaven desocupats. 142 eren cases i 8 eren apartaments. Dels 125 habitatges principals, 112 estaven ocupats pels seus propietaris, 11 estaven llogats i ocupats pels llogaters i 2 estaven cedits a títol gratuït; 2 tenien una cambra, 3 en tenien dues, 16 en tenien tres, 30 en tenien quatre i 74 en tenien cinc o més. 83 habitatges disposaven pel capbaix d'una plaça de pàrquing. A 40 habitatges hi havia un automòbil i a 74 n'hi havia dos o més.

### Piràmide de població
La piràmide de població per edats i sexe el 2009 era:
| Homes | Edats   | Dones |
| ----- | ------- | ----- |
| 0     | 95 o +  | 0     |
| 0     | 90 a 94 | 0     |
| 0     | 85 a 89 | 8     |
| 4     | 80 a 84 | 0     |
| 0     | 75 a 79 | 4     |
| 12    | 70 a 74 | 8     |
| 8     | 65 a 69 | 0     |
| 4     | 60 a 64 | 8     |
| 8     | 55 a 59 | 4     |
| 20    | 50 a 54 | 12    |
| 24    | 45 a 49 | 32    |
| 8     | 40 a 44 | 8     |
| 12    | 35 a 39 | 8     |
| 0     | 30 a 34 | 12    |
| 8     | 25 a 29 | 0     |
| 20    | 20 a 24 | 12    |
| 24    | 15 a 19 | 4     |
| 20    | 10 a 14 | 16    |
| 16    | 5 a 9   | 8     |
| 4     | 0 a 4   | 0     |

## Economia
El 2007 la població en edat de treballar era de 218 persones, 154 eren actives i 64 eren inactives. De les 154 persones actives 143 estaven ocupades (80 homes i 63 dones) i 11 estaven aturades (2 homes i 9 dones). De les 64 persones inactives 24 estaven jubilades, 21 estaven estudiant i 19 estaven classificades com a «altres inactius».

### Ingressos
El 2009 a Charmes-la-Côte hi havia 130 unitats fiscals que integraven 320 persones, la mediana anual d'ingressos fiscals per persona era de 17.580 €.

### Activitats econòmiques
Dels 8 establiments que hi havia el 2007, 1 era d'una empresa de fabricació d'altres productes industrials, 3 d'empreses de construcció, 1 d'una empresa de comerç i reparació d'automòbils, 2 d'empreses de serveis i 1 d'una empresa classificada com a «altres activitats de serveis».
Dels 3 establiments de servei als particulars que hi havia el 2009, 1 era un guixaire pintor, 1 lampisteria i 1 perruqueria.
L'any 2000 a Charmes-la-Côte hi havia 4 explotacions agrícoles.

## Equipaments sanitaris i escolars
El 2009 hi havia una escola elemental integrada dins d'un grup escolar amb les comunes properes formant una escola dispersa.

## Poblacions més properes
El següent diagrama mostra les poblacions més properes.